# Alexander Iwanowitsch Putilow
Alexander Iwanowitsch Putilow (russisch Александр Иванович Путилов; * 21. Apriljul. / 3. Mai 1893greg. in Radom; † 1979) war ein russischer Flugzeugkonstrukteur und Hochschullehrer.

## Leben
Putilows Vater war Artillerieoffizier, der 1900 aus dem Dienst schied und sich mit seiner Familie auf dem Familiensitz im Gouvernement Tambow niederließ und 1920 starb. Putilow absolvierte das 3. Moskauer Kadettenkorps (Abschluss 1910) und studierte dann an der Moskauer Technischen Schule in der mechanischen Fakultät, wo er Nikolai Jegorowitsch Schukowski kennenlernte. 1916 schickte ihn Schukowski in das Luftfahrtrechenbüro. Putilow nahm dort an der Projektierung eines Windkanals teil und baute mit Andrei Nikolajewitsch Tupolew den ersten Gleiter mit Schraube.
Nach dem Abschluss des Studiums 1920 wurde Putilow Mitarbeiter des Zentralen Aerohydrodynamischen Instituts (ZAGI) in Schukowski. Putilow arbeitete in der Kommission für den Bau von Ganzmetallflugzeugen mit. Er nahm an der Konstruktion der ersten Flugzeuge Andrei Nikolajewitsch Tupolews teil (Tupolew ANT-2, Tupolew ANT-3, Tupolew ANT-4, Tupolew ANT-5, Tupolew ANT-6). 1932 wurde Putilow Leiter des neuen Konstruktionsbüros im Tuschinski-Flugzeugwerk in Moskau. Er leitete den Bau der Serienpassagierflugzeuge aus rostfreiem Stahl: Putilow Stal-2 (1931), Putilow Stal-3 (1933) und  Putilow Stal-11 (1937). Die 1933 begonnene Entwicklung der Putilow Stal-5 wurde 1935 wegen mangelnder Flugstabilität eingestellt.
Während des Großen Terrors wurde Putilow 1938 verhaftet. Er arbeitete bis 1940 in der Scharaschka, dem gefängnisartigen Zentralen Konstruktionsbüro Nr. 29 des NKWD in der Brigade Wladimir Michailowitsch Petljakows. Danach arbeitete er als Konstrukteur in anderen Fabriken.
Ab 1943 lehrte Putilow an der Militärakademie für Ingenieure der Luftstreitkräfte „Prof. N. J. Schukowski“. Der Mathematiker und Physiker Konstantin Iwanowitsch Babenko war einer seiner Schüler.
Ab 1955 arbeitete Putilow im Experimental-Konstruktionsbüro OKB Tupolew. Putilow war an den Entwicklungen der Tupolew Tu-98, Tupolew Tu-126 und Tupolew Tu-128 beteiligt.

## Ehrungen
- Leninorden
- Orden des Vaterländischen Krieges II. Klasse
- Orden des Roten Banners der Arbeit
- Orden des Roten Sterns
- Verdienter Wissenschaftler und Techniker der RSFSR[1]